# Łyse (Mazovie)
Pour les articles homonymes, voir Łyse.
Łyse (prononciation : [ˈwɨsɛ]) est un village polonais de la gmina de Łyse dans le powiat d'Ostrołęka de la voïvodie de Mazovie dans le centre-est de la Pologne.
Le village est le siège administratif de la gmina appelée gmina de Łyse.
Il se situe à environ 34 km au nord d'Ostrołęka (siège du powiat) et à 133 km au nord de Varsovie (capitale de la Pologne).
Le village compte approximativement une population de 2 350 habitants en 2010.

## Histoire
De 1975 à 1998, le village appartenait administrativement à la voïvodie d'Ostrołęka.